# Stellantis

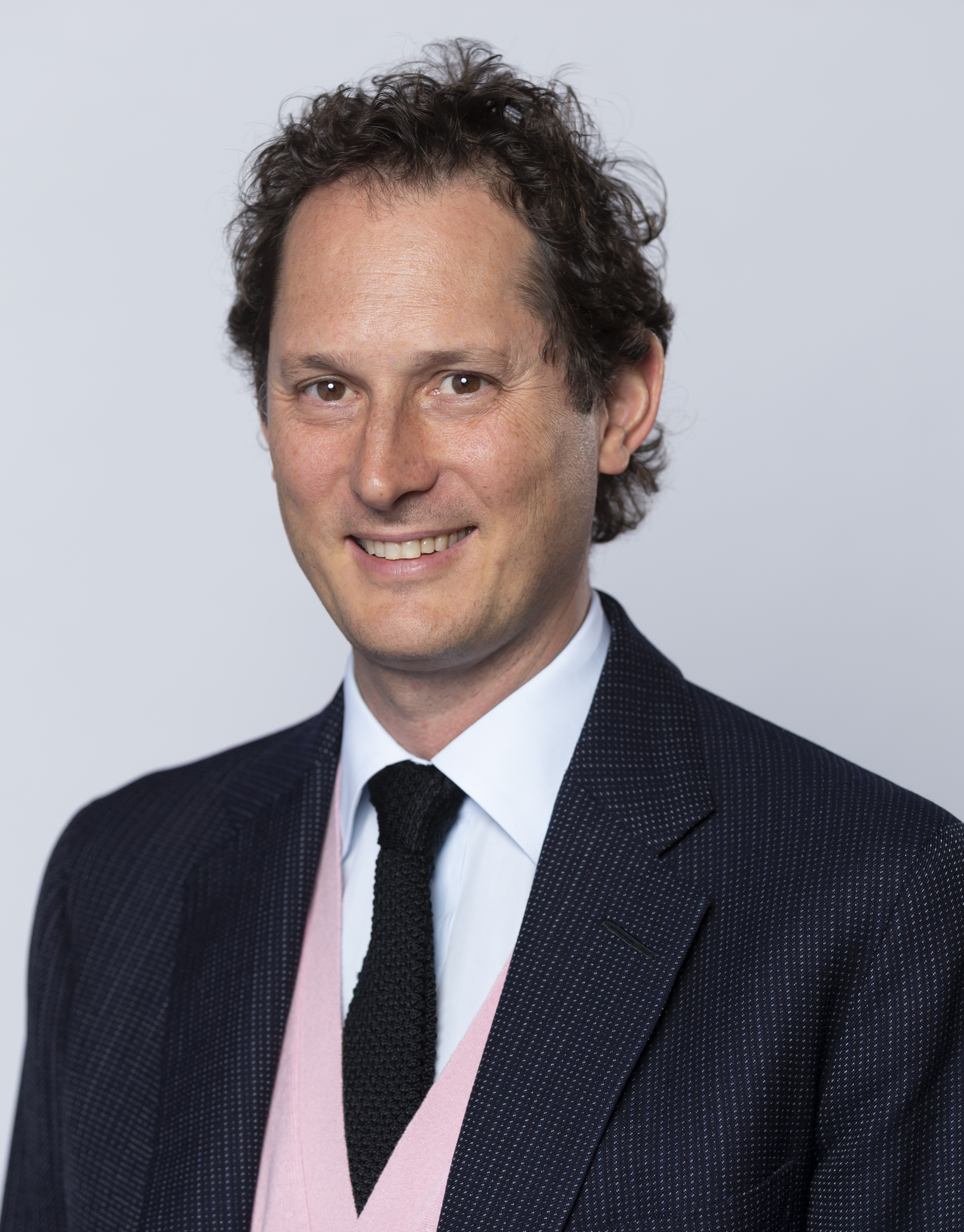
John Elkann, obecny prezes koncernu

Stellantis N.V. – francusko-włosko-amerykański koncern samochodowy, z siedzibą w Amsterdamie, powstały w 2021 roku w wyniku fuzji włosko-amerykańskiej spółki Fiat Chrysler Automobiles z francuską spółką Groupe PSA.

## Struktura koncernu

### Marki
- Abarth – włoski producent sportowych samochodów działający od 1949 roku,
- Alfa Romeo – włoski producent samochodów działający od 1910 roku,
- Chrysler – amerykański producent samochodów działający od 1925 roku,
- Citroën – francuski producent samochodów działający od 1919 roku,
- Dodge – amerykański producent samochodów działający od 1900 roku,
- DS – francuski producent samochodów segmentu premium działający od 2014 roku,
- FIAT – włoski producent samochodów działający od 1899 roku,
- Jeep – amerykański producent samochodów terenowych i SUV działający od 1941 roku,
- Lancia – włoski producent samochodów działający od 1906 roku,
- Leapmotor – chiński producent samochodów elektrycznych działający od 2015 roku,
- Maserati – włoski producent samochodów sportowych i luksusowych oraz SUV działający od 1914 roku,
- Opel – niemiecki producent samochodów działający od 1898 roku,
- Peugeot – francuski producent samochodów działający od 1889 roku,
- Ram – amerykański producent pickupów działający od 2010 roku,
- Vauxhall – brytyjski producent samochodów działający od 1903 roku.

### Spółki joint-venture
- GAC FCA(inne języki) – chińsko-włosko-amerykańskie joint-venture oferujące pojazdy Fiat i Jeep w latach 2021–2022,
- IKAP(inne języki) – irańsko-francuskie joint-venture oferujące pojazdy Peugeot,  w ramach Stellantis od 2021 roku,
- Leapmotor International – chińsko-międzynarodowe joint-venture oferujące pojazdy Leapmotor od 2024 roku,
- Tofaş – turecko-włoskie joint-venture oferujące pojazdy Fiat, w ramach Stellantis od 2021 roku.

### Inne
- Comau(inne języki) – włoskie przedsiębiorstwo branży robotów produkcyjnych,
- Teksid(inne języki) – włoskie przedsiębiorstwo branży surowców produkcyjnych,
- Magneti Marelli – włoski producent części i komponentów dla branży motoryzacyjnej,
- Mopar – amerykański producent i dystrybutor części samochodowych,
- FCA Bank(inne języki) – włoski bank samochodowy i konsumencki,
- Faurecia – francuski producent i dostawca części samochodowych,
- Gefco – francuskie przedsiębiorstwo logistyczne,
- Peugeot Motocycles – francuski producent motocykli i skuterów,
- PCM – francuskie przedsiębiorstwo handlowe,
- PCI – francuskie przedsiębiorstwo zajmujące się projektowaniem i realizacją systemów technologicznych,
- Sevel – oddział zajmujący produkcją samochodów dostawczych marek dawnego FCA i PSA.

## Historia

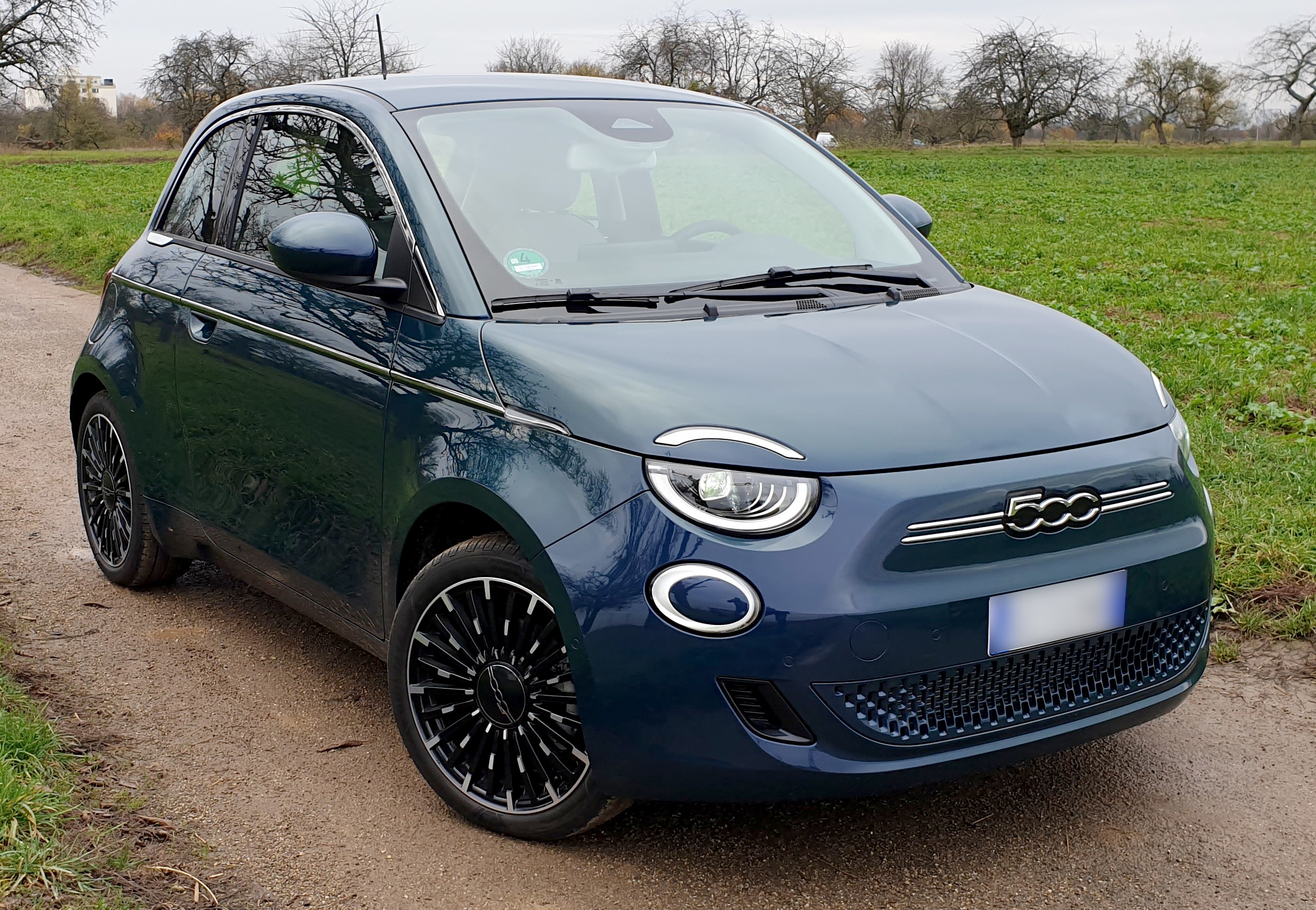
Fiat 500-e

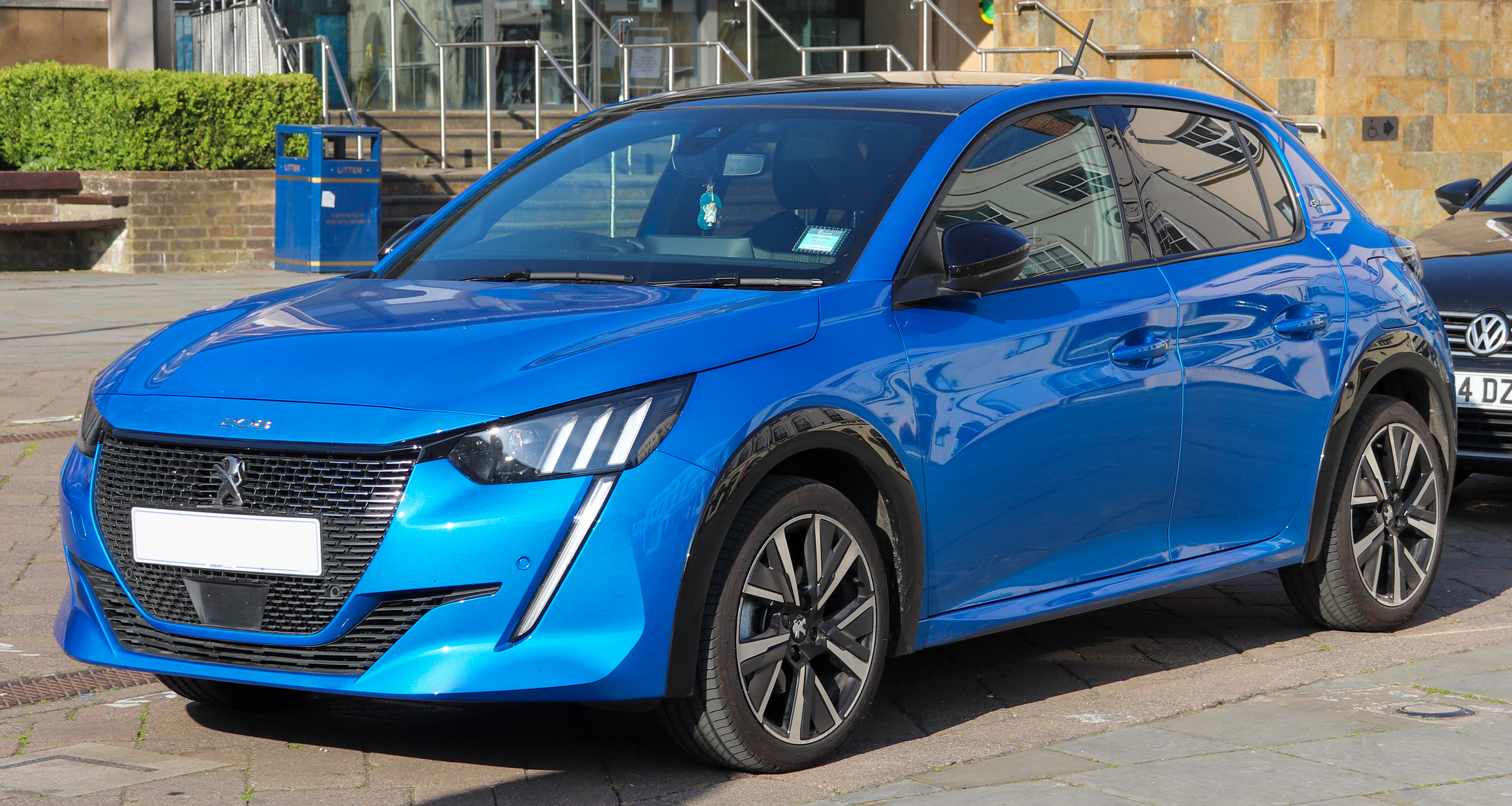
Peugeot 208

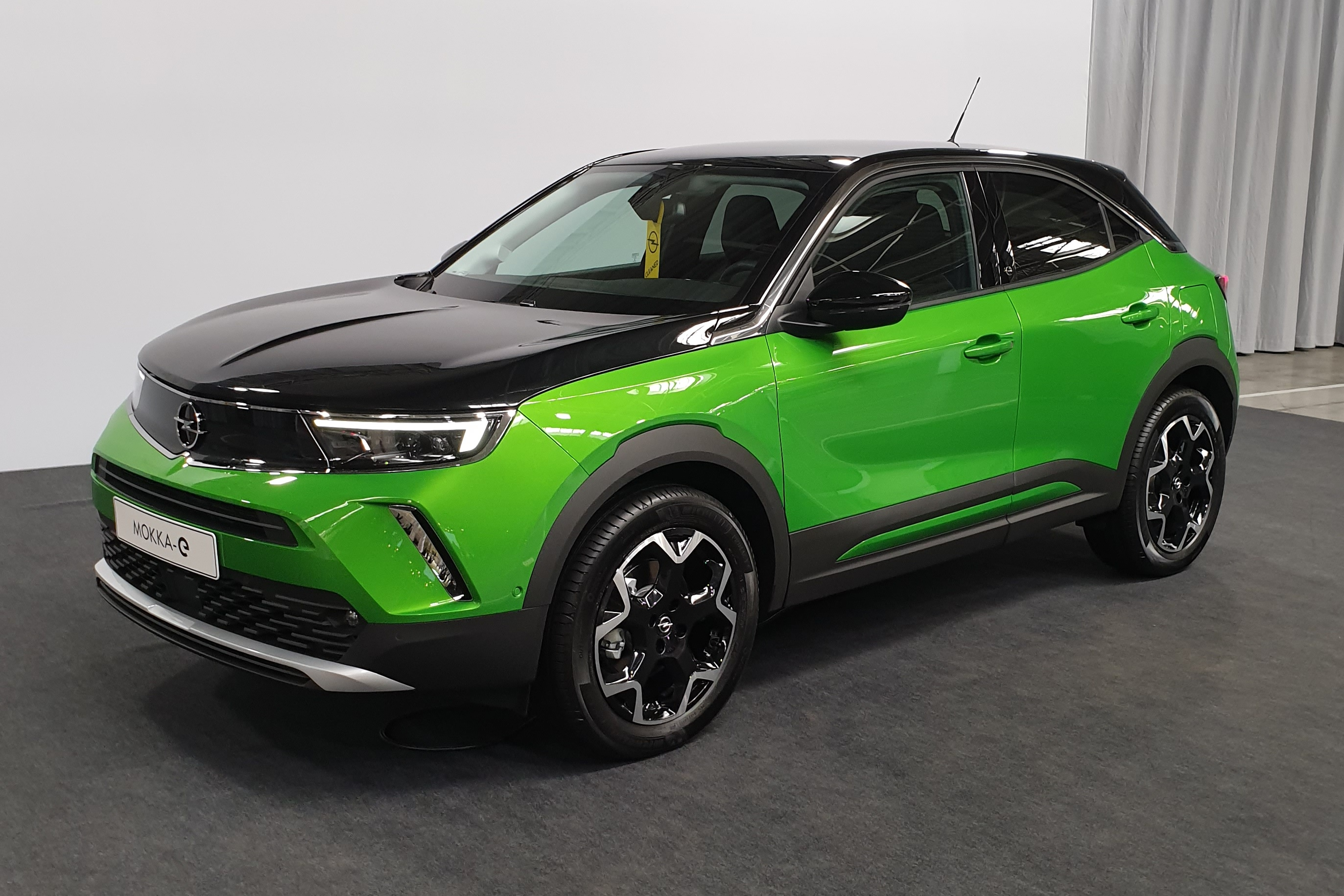
Opel Mokka-e

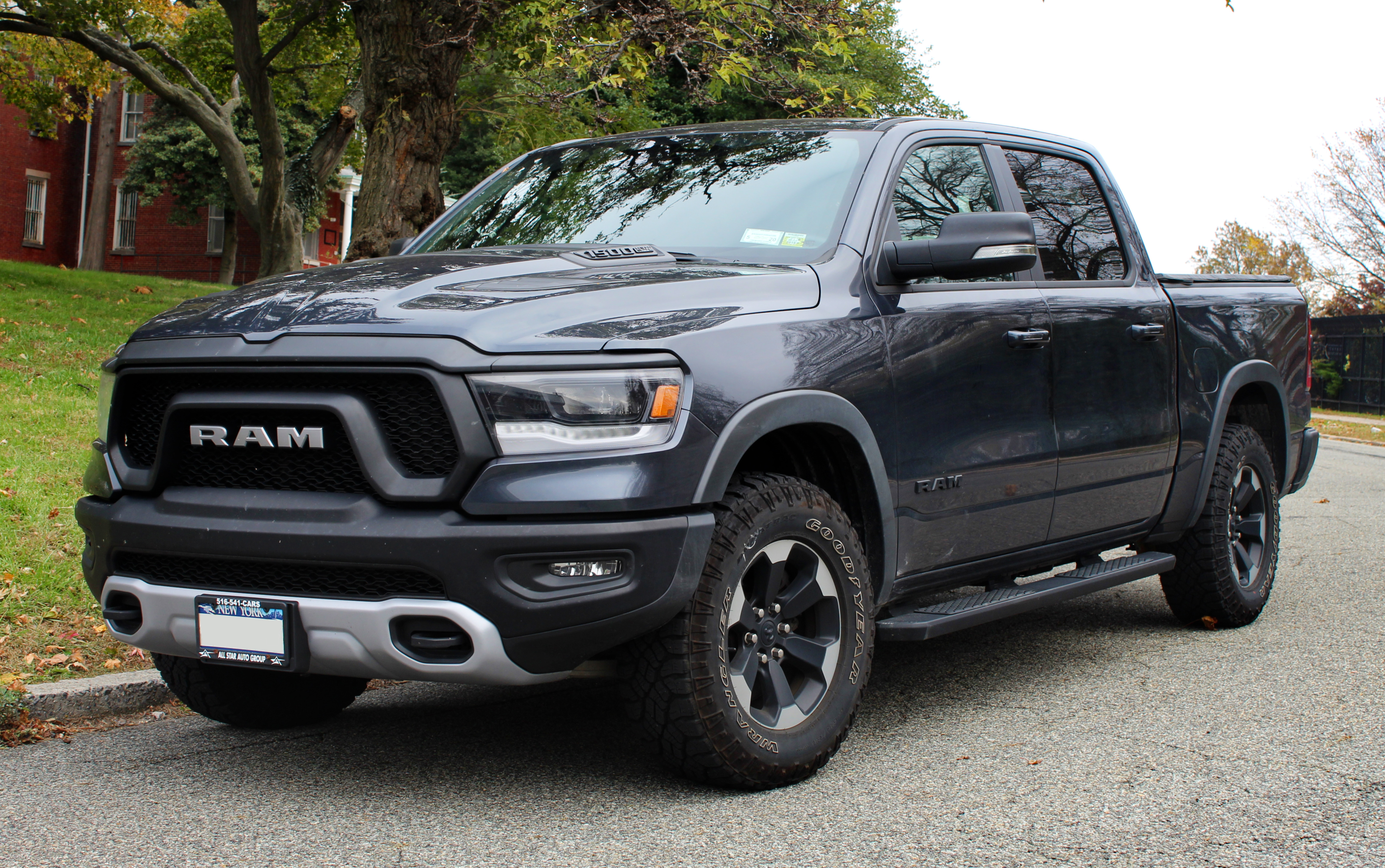
Ram 1500

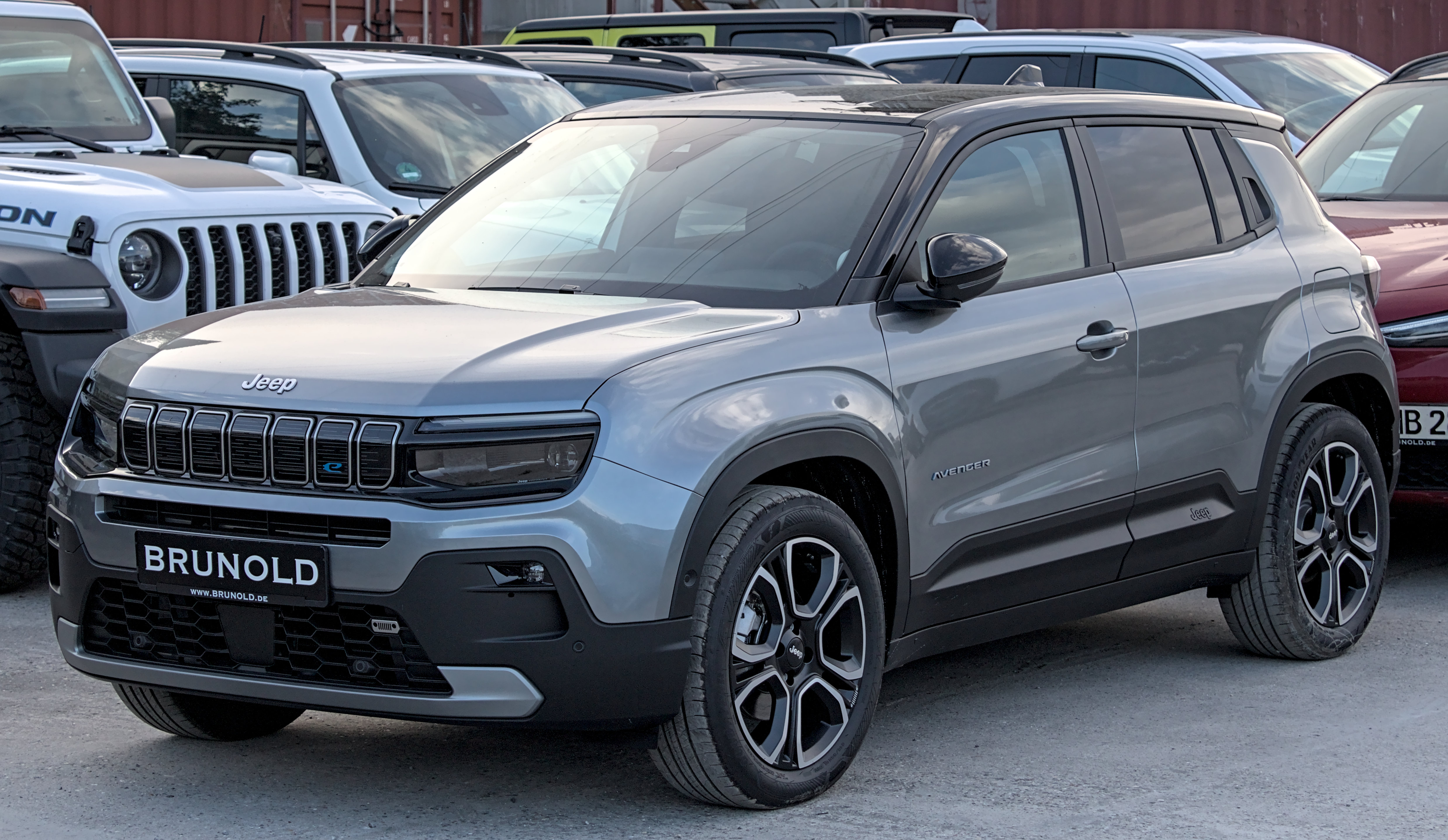
Jeep Avenger, pierwszy samochód opracowany po powstaniu Stellantis: amerykańska firma wykorzystała dostęp do francuskiej technologii Peugeota

### Podwaliny fuzji
Po raz pierwszy koncerny Fiat Chrysler Automobiles i Groupe PSA rozpoczęły negocjacje w sprawie współpracy w kwietniu 2019 roku, omawiając plany potencjalnej kooperacji na polu rozwoju samochodów elektrycznych. Po tym, jak w czerwcu 2019 roku prowadzone w międzyczasie rozmowy w sprawie fuzji z francusko-japońskim Renault-Nissan-Mitsubishi skończyły się fiaskiem z powodu wycofania oferty przez FCA, włosko-amerykański gigant zdecydował się zaproponować to dwa miesiące później Groupe PSA, poszerzając przez to zakres omawianej potencjalnej współpracy. Rozmowy przeszły do zaawansowanego stadium w drugiej połowie października 2019 roku, ostatecznie kończąc się powodzeniem.

### Decyzja o fuzji
31 października 2019 Fiat Chrysler Automobiles i Groupe PSA oficjalnie potwierdziły, że zawarły porozumienie w sprawie fuzji. Głównymi elementami ustaleń było m.in. połączenie dotychczasowych struktur koncernów w równym stosunku 50:50, a także deklaracja o braku zamiaru likwidacji jakichkolwiek z 14 marek wchodzących w skład przyszłego, nowego koncernu.
Oficjalne porozumienie będące jednocześnie rozpoczęciem zaplanowanego na kolejne 12 miesięcy procesu fuzji zawarto między prezesami FCA i PSA 13 grudnia 2019 roku. Łączna wartość nowego koncernu została oszacowana na 50 miliardów dolarów, będąc czwartym takim podmiotem na świecie.

### Przebieg fuzji
16 lipca 2020 roku ogłoszona została oficjalna nazwa będącego w trakcie fuzji francusko-włosko-amerykańskiego koncernu. Nazwa Stellantis to neologizm oparty na łacińskim słowie stello oznaczającym rozjaśniać gwiazdami. Tydzień później Komisja Europejska rozpoczęła procedurę kontrolną nad przebiegiem i okolicznościami fuzji, zapowiadając wydanie decyzji w listopadzie 2020 roku. Z powodu Pandemii COVID-19 data finalizacji procesu fuzji została przesunięta z ostatniego kwartału 2020 roku na pierwszy kwartał 2021 roku.
W sierpniu 2020 roku pojawiły się doniesienia o pierwszych przykładach współpracy między producentami wchodzącymi w skład przyszłego koncernu Stellantis. W rezultacie przyszłe miejskie samochody Alfa Romeo czy Fiata mają opierać się na platformie wykorzystywanej już przez Peugeota i Opla.
18 września 2020 roku warunki podpisanej w grudniu 2019 umowy dotyczącej fuzji zostały zrewidowane. Zyski i oszczędności z tej operacji zamiast 3,7 mld euro rocznie mają wynieść 5 mld euro, za to szacunki wydatków zmieniono z 2,8 mld euro na 4 mld euro. Decyzja ta może wiązać się z koniecznością oszczędności, których Stellantis może szukać np. w redukcji gamy modelowej lub likwidacji zakładów produkcyjnych.
23 września 2020 roku przedsiębiorstwo Groupe PSA odkupiło warte 163,85 miliona euro akcje od chińskiego koncernu Dongfeng Motor, stając się podmiotem bez chińskiego kapitału. W ten sposób, struktura akcji Stellantis będzie włosko-francusko-amerykańska.

### Powstanie Stellantis
Ostatecznego zatwierdzenia dokonania fuzji Fiat Chrysler Automobiles z Groupe PSA dokonano poprzez wyrażenie zgody większości akcjonariuszy 4 stycznia 2021 roku. W ten sposób, trwający 15 miesięcy proces fuzji dwóch koncernów osiągnął ostatni wymagany etap do finalizacji.
Nowy koncern motoryzacyjny Stellantis oficjalnie rozpoczął swoje funkcjonowanie 16 stycznia 2021, będąc czwartym pod względem wielkości tego typu podmiotem wśród konglomeratów motoryzacyjnych w momencie powstania. Uroczystość wejścia spółki Stellantis NV na giełdy w Mediolanie, Paryżu i Nowym Jorku w dniu powstania korporacji była transmitowana online.

## Lokalizacje fabryk Stellantis

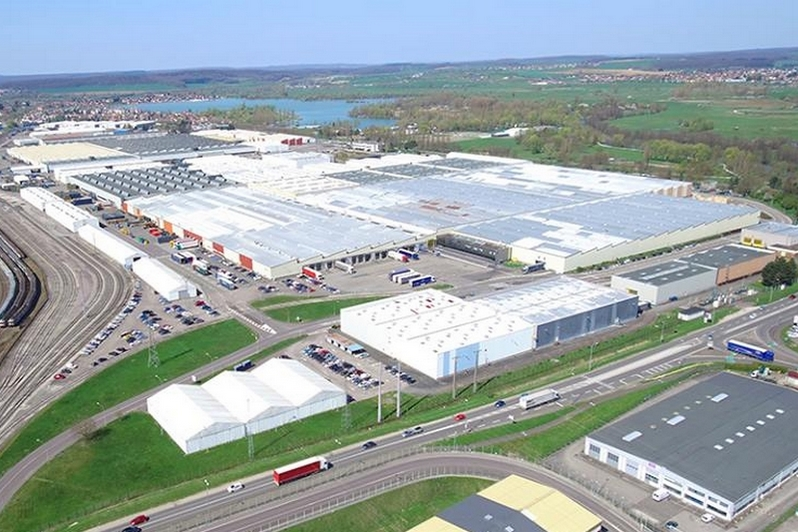
Francja, Vesoul

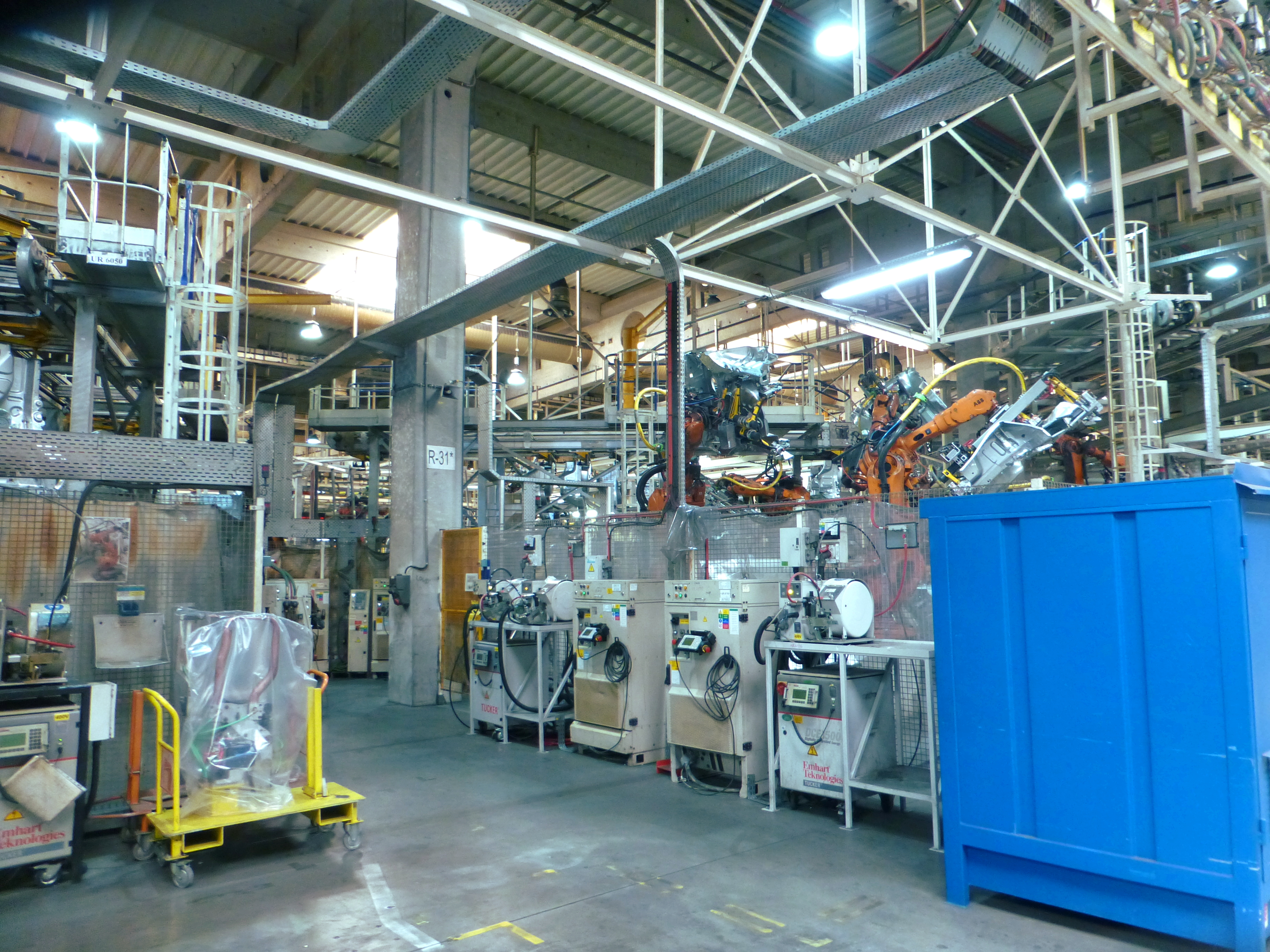
Słowacja, Trnawa

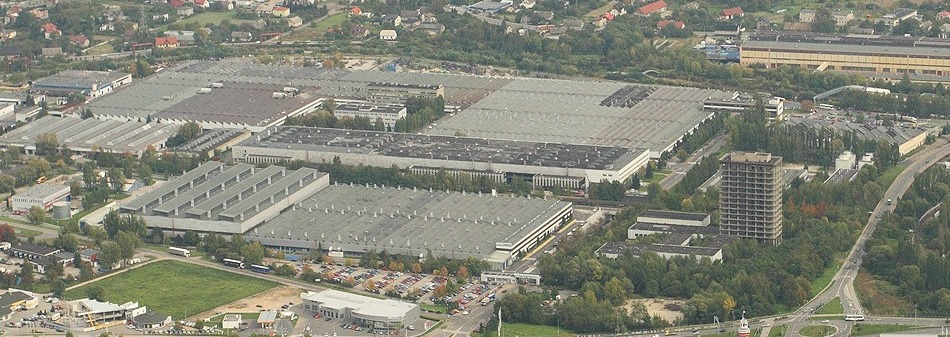
Polska, Bielsko-Biała

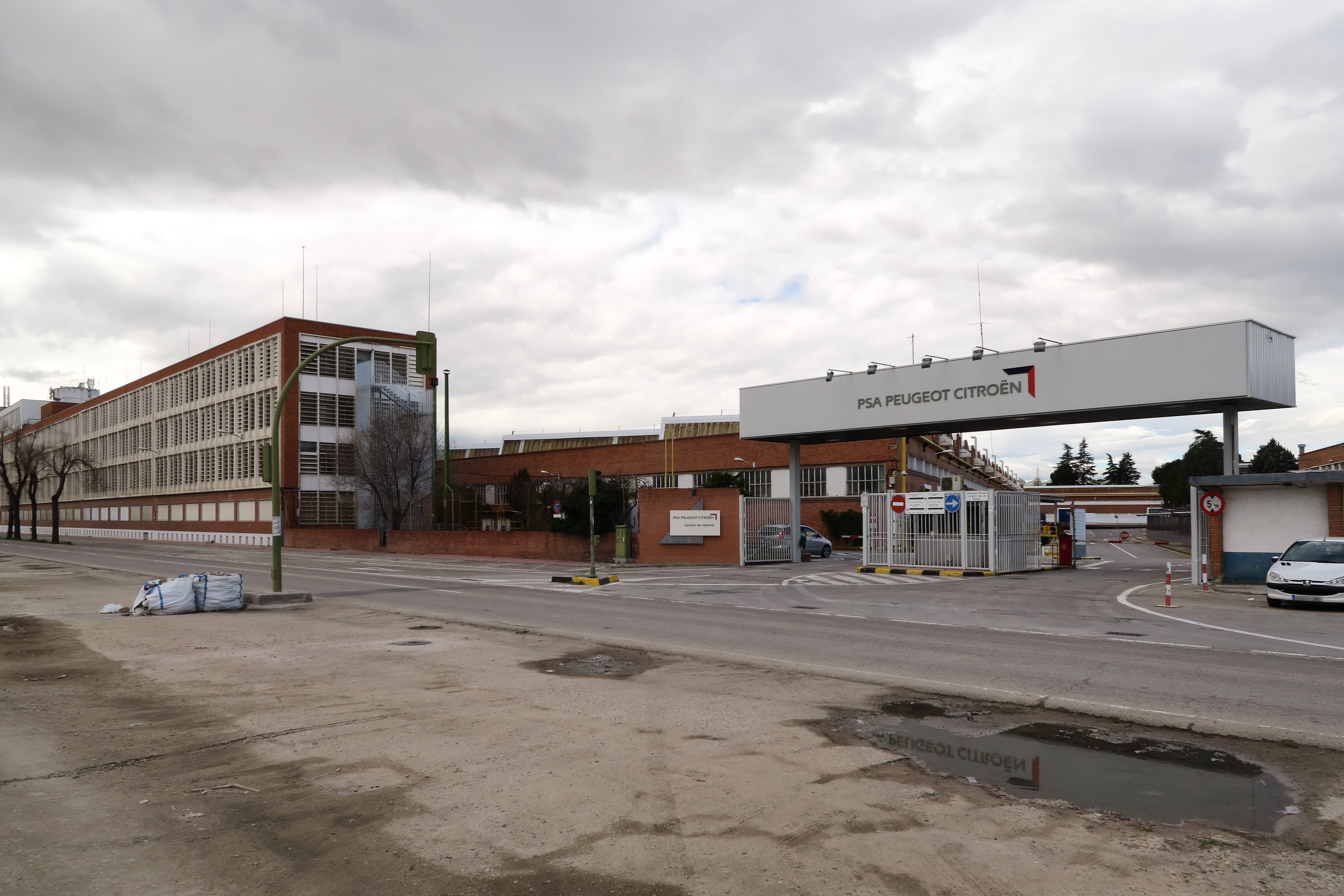
Hiszpania, Madryt

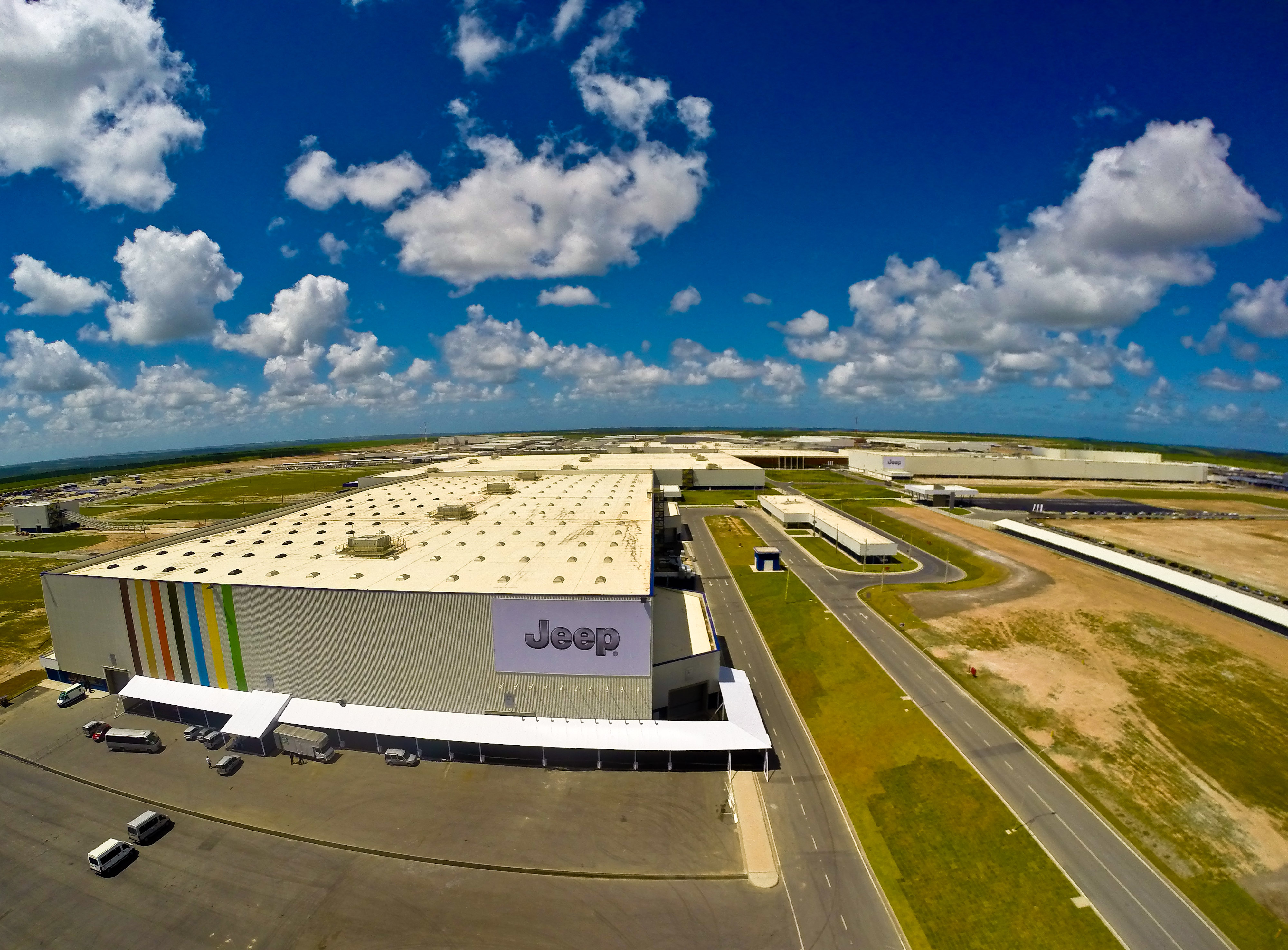
Brazylia, Goiana

Stany Zjednoczone
- Sterling Heights
- Warren
- Detroit
- Trenton
- Dundee
- Novi
- Toledo
- Belvidere
- Komomo
- Tipton

 Kanada
- Brampton
- Toronto
- Windsor

 Meksyk
- Saltillo
- Monclova
- Toluca
- San Martin Obispo

 Włochy
- Turyn
- Carmagnola
- Werona
- Grugliasco
- Modena
- Cento
- Piedimonte San Germano
- Termoli
- Atessa
- Pratola Serra
- Pomigliano d’Arco
- Melfi
- Val di Sangro

 Francja
- Castres
- Sochaux
- Miluza
- Poissy
- Carrières-sous-Poissy
- Rennes
- Douvrin
- Trémery
- Valenciennes
- Metz-Borny
- Cormelles-le-Royal

 Niemcy
- Rüsselsheim am Main
- Eisenach
- Kaiserslautern
- Dudenhofen

 Wielka Brytania
- Ellesmere Port
- Luton

 Hiszpania
- Madryt
- Saragossa
- Vigo

 Polska
- Tychy
- Gliwice
- Bielsko-Biała
- Skoczów
- Płock
- Kutno

 Rumunia
- Bihor

 Portugalia
- Aveiro
- Mangualde

 Serbia
- Kragujevac

 Czechy
- Kolín

 Słowacja
- Trnawa

 Węgry
- Szentgotthárd

 Rosja
- Kaługa

 Chiny
- Kanton
- Changsha
- Hangzhou
- Szanghaj
- Kunshan
- Zhenjiang
- Wuhan
- Shenzhen
- Chengdu

 Turcja
- Bursa

 Indie
- Ranjangaon

 Malezja
- Kuala Lumpur

 Kazachstan
- Kustanaj

 Iran
- Teheran

 Brazylia
- Goiânia
- Campo Largo
- Betim
- Porto Real

 Argentyna
- Cordoba
- Buenos Aires

 Egipt
- Kair

 Nigeria
- Kaduna

 Maroko
- Kenitra